# 帕氏小褐鱈
帕氏小褐鱈，為輻鰭魚綱鱈形目稚鱈科的其中一種，分布於東南太平洋薩拉戈麥斯島海域，為深海魚類，深度326-356公尺，體長可達11公分，棲息在底層水域，生活習性不明。

## 扩展阅读
維基物種上的相關：帕氏小褐鱈